# Бонтан
Бонтан (фр. Bonnetan) насеље је и општина у југозападној Француској у региону Аквитанија, у департману Жиронда која припада префектури Бордо.
По подацима из 2011. године у општини је живело 826 становника, а густина насељености је износила 192,54 становника/km². Општина се простире на површини од 4,29 km². Налази се на средњој надморској висини од 84 метара (максималној 100 m, а минималној 34 m).

## Демографија
| 1962. | 1968. | 1975. | 1982. | 1990. | 1999. | 2011. |
| ----- | ----- | ----- | ----- | ----- | ----- | ----- |
| 255   | 275   | 418   | 623   | 679   | 735   | 826   |

График промене броја становника у току последњих година